# 海洋気象台
海洋気象台（かいようきしょうだい）は、かつて日本に存在した気象台の一種で、主に海洋観測や海上気象観測、海上警報の発表を行っていた。気象庁の地方支分部局の1つで、管区気象台と同格とされた。廃止時点では日本国内に4か所置かれていた。

## 概要

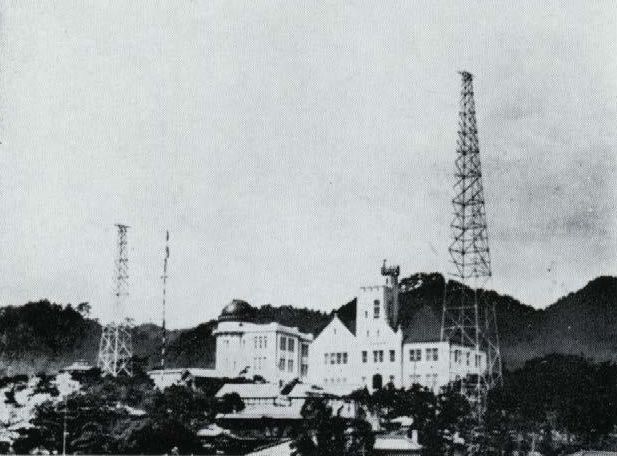
創設時の（神戸）海洋気象台、1920年（大正9年）撮影

神戸に海洋気象台が設立されたのは1920年。天気図作成に必要な洋上気象観測の必要性は高く、また中央気象台（東京）よりも西に拠点が必要とされていた。海上気象電報を創設するなど海洋調査の必要性を高く評価していた岡田武松は、海洋気象台設置を当時の中央気象台台長中村精男に進言している。一方、第一次世界大戦以降気象電報の送受環境が悪化し中央気象台から遠い西日本では予報送信が遅れがちとなったため、西日本にも拠点を設ける必要性が出てきていた。世界的にも「海洋気象台」と称する施設は珍しいが、先例としてハンブルクに所在したドイツ海洋気象台 (Deutsche Seewarte)があり、日本で初めて天気図を作成したエルヴィン・クニッピングが同所との関係が深く、また中村がドイツ留学中に同所で研究を行うなど、強い影響を受けていた。
1918年文部省は設立を認めるも建設費に難渋、活況にあった海運業者の出資により建物・無線施設を建設し、1920年8月25日に開設。1922年12月には世界初の気象専用放送として船舶向けに送信を開始。戦時中に函館気候測量所が函館海洋気象台になり、海洋気象台は神戸海洋気象台と名称を変更。戦後長崎、舞鶴にもそれぞれ長崎海洋気象台、舞鶴海洋気象台がつくられた。以後気象庁とこの4つの海洋気象台が日本周辺海域を5つに分け、それぞれ受け持つこととなった。
組織上は管区気象台と同格であるが、気象業務の一部については管区気象台の管轄下に置かれていた。
2013年1月、同年10月から、神戸、函館、長崎の三海洋気象台を地方気象台に改組した上で、海洋気象業務を大阪、福岡、札幌の各管区気象台に移管し、舞鶴海洋気象台は廃止して新たに本庁組織の日本海海洋気象センターを設置することが決定した。
また京都府では、1つの府県予報区に2つの気象台を持つ特異性から、この改編に先立ち2012年3月28日に舞鶴海洋気象台の地上気象業務の管轄区域である京都府北部での予報等発表業務を、京都地方気象台へ移管した。
2013年10月1日に組織変更が実施され、4つの海洋気象台は廃止された。

## 一覧
| 名称*1 | 発祥 | 管轄海域*1               | 地上気象業務*1                                           | 地上気象業務*1 | 後身（現在）             |
| 名称*1 | 発祥 | 管轄海域*1               | 管轄区域                                                 | 業務統括気象台 | 後身（現在）             |
| --- | --- | ------------------------ | -------------------------------------------------------- | -------------- | ------------------------ |
| 函館海洋気象台                                                                                                  | 1872年8月26日に「函館気候測量所」として創設、1942年8月25日に函館海洋気象台へ改称。日本で最初に気象観測をはじめた観測所。 | 北海道周辺・本州東方海域 | 渡島総合振興局・檜山振興局                               | 札幌管区気象台 | 函館地方気象台*2         |
| 舞鶴海洋気象台                                                                                                  | 1946年3月に「宮津測候所舞鶴臨時出張所」として創設、1947年4月に舞鶴海洋気象台へ改称。                                     | 日本海                   | 京都府北部（予報等発表業務のみで観測は行っていなかった） | 京都地方気象台 | 日本海海洋気象センター*3 |
| 神戸海洋気象台                                                                                                  | 1920年8月25日に「海洋気象台」として創設。1942年8月神戸海洋気象台へ改称。                                                 | 四国沖・瀬戸内海         | 兵庫県                                                   | 大阪管区気象台 | 神戸地方気象台*2         |
| 長崎海洋気象台                                                                                                  | 1878年10月に「長崎測候所」として創設、1947年4月30日に長崎海洋気象台へ改称。                                              | 九州・沖縄周辺・東シナ海 | 長崎県                                                   | 福岡管区気象台 | 長崎地方気象台*2         |
| ※*1 廃止直前の2013年9月30日時点。※*2 は地上気象業務と庁舎を引き継ぐ。※*3 は一部の海洋気象業務と庁舎を引き継ぐ。 | |                          |                                                          |                |                          |